# Vista Point
Vista Point is een compilatiealbum van de band Yawning Man. Het album is een combinatie van de lp Rock Formations en de ep Pot Head.

## Tracklist
| nr. | titel                        | duur |
| --- | ---------------------------- | ---- |
| 1   | Rock Formations              | 5:21 |
| 2   | Perpetual Oyster             | 5:22 |
| 3   | Stoney Lonesome              | 6:02 |
| 4   | Split Tooth Thunder          | 2:58 |
| 5   | Sonny Bono Memorial Freeway  | 3:52 |
| 6   | Airport Boulevard            | 5:22 |
| 7   | Advanced Darkness            | 2:33 |
| 8   | She Scares Me                | 4:09 |
| 9   | Crater Lake                  | 3:37 |
| 10  | Buffalo Chips                | 4:27 |
| 11  | Manolete                     | 6:47 |
| 12  | Digital Smoke Signal         | 7:09 |
| 13  | Encounters With An Angry God | 5:01 |
| 14  | Samba de Primavera           | 5:03 |

## Bandleden
- Alfredo Hernandez - drum
- Mario Lalli - basgitaar (nummers 1 - 10)
- Billy Cordell - basgitaar (nummer 11 - 14)
- Gary Arce - gitaar
- Mathias Schneeberger - keyboard

## Overige medewerker
Audio-engineer: Robbie Waldman